# Piotr Moncarz
Piotr Daniel Moncarz (ur. 27 czerwca 1949) – polsko-amerykański inżynier, consulting professor na Uniwersytecie Stanforda. Specjalizuje się w inżynierii materiałowej i lądowej, wdrożeniach nowych technologii oraz w badaniu katastrof budowlanych.

## Życiorys
W 1968 ukończył Technikum Geodezyjno-Drogowe w Poznaniu. Następnie wyjechał do Izraela, gdzie w 1973 uzyskał dyplom Bachelor of Science z inżynierii lądowej. Dwa lata później, w 1975, uzyskał w USA dyplom z inżynierii lądowej na University of Colorado at Boulder. Stopień doktorski z inżynierii budowlanej uzyskał na Uniwersytecie Stanforda w 1981. Współzałożyciel i przewodniczący US-Polish Trade Council, która zajmuje się wspieraniem polsko-amerykańskiej współpracy gospodarczej i biznesowej. Od 2007 był członkiem rady Narodowego Centrum Badań i Rozwoju. Jest wieloletnim pracownikiem i wiceprezesem amerykańskiej korporacji Exponent zajmującej się katastrofami, której główna siedziba znajduje się w Dolinie Krzemowej.
Należy do szeregu amerykańskich organizacji inżynierskich, m.in. American Society of Civil Engineers, Structural Engineering Association of Northern California oraz American Concrete Institute. W ramach Polskiej Akademii Nauk należał do Komitetu Inżynierii Lądowej i Wodnej. Członek komitetu programowego Forum Obywatelskiego Rozwoju Leszka Balcerowicza. Organizator „Poland Day” na Uniwersytecie Stanforda. W 2017 został wybrany członkiem amerykańskiej National Academy of Engineering (NAE).
Artykuły publikował w takich czasopismach jak m.in. „Journal of the Structural Division” oraz „Journal of Performance of Constructed Facilities”.